# Unterführungszeichen
Bei einer Unterführung werden Zahlen oder Wörter, die sich in einzelnen oder mehreren Zeilen wiederholen (Auflistungen/Tabellen) durch ein Unterführungszeichen (umgangssprachlich: Gänsefüßchen) ersetzt – ursprünglich um Zeit und Tinte/Druckerschwärze zu sparen. Ein Unterführungszeichen hat im Gegensatz zu Auslassungszeichen eine bestimmte Bedeutung, nämlich die der darüberstehenden Information.

## Unterführung im engeren Sinne

### Typographische Grundregeln
Seit Langem werden bei handschriftlichen Aufzeichnungen als Unterführungszeichen zwei kurze, parallele, fast senkrechte, leicht schräge Striche gezeichnet. Da es im Buchsatz zu Bleisatzzeiten dafür i. d. R. keine entsprechende Letter gab, nutzt man noch heute ein Anführungszeichen hierfür; in Deutschland und Österreich das „deutsche“ öffnende Anführungszeichen („) und in der Schweiz das «französische» schließende Anführungszeichen (»).
Jedes einzelne Wort muss unterführt werden, wobei das Unterführungszeichen im Schreibmaschinensatz am Anfang und im Buchsatz in der Mitte des zu unterführenden Wortes steht. Zahlen und dazugehörige Maßeinheiten dürfen nicht unterführt werden. Satzzeichen hingegen werden ohne eigenes Unterführungszeichen mitverstanden.

### Beispiele

#### Schreibmaschinensatz
| 1 | Druckerkabel, | parallel, | 1,5 m |
| 1 | "             | USB,      | 1,5 m |
| 1 | "             | "         | 7 m   |

#### Deutscher Buchsatz
| Bottrop- | Eigen       |
| „        | Fuhlenbrock |
| „        | Vonderort   |

| Oberhausen- | Osterfeld |
| „           | Sterkrade |

#### Schweizerischer Buchsatz
| Zürich- | Affoltern  |
| »       | Altstetten |
| »       | Höngg      |

| Winterthur- | Mattenbach |
| »           | Veltheim   |

### Unterführung bei mehreren Wörtern
Auch bei mehreren zusammengehörigen Wörtern ist laut Duden und DIN 5008 jedes Wort einzeln zu unterführen:
| von | Knoblauch | zu | Hatzbach, | Hans Caspar, | geb. | 1719, | gest. | 1793 |
| „   | „         | „  | „         | Karl,        | „    | 1756, | „     | 1794 |

In vielen Büchern, sowie in handschriftlichen Aufzeichnungen, findet man jedoch auch Abweichungen von dieser Regel, bei der das Unterführungszeichen zwischen zwei Geviertstrichen steht:
| von Knoblauch zu Hatzbach, | Hans Caspar, | geb. | 1719, | gest. | 1793 |
| — „ —                      | Karl,        | „    | 1756, | „     | 1794 |

## Wiederholung übergeordneter Stichwörter
Bei hierarchisch geordneten Listen können übergeordnete Stichwörter durch den Bindestrich (-), in der Praxis manchmal durch den Geviertstrich (—) und (besonders in Wörterbüchern) durch die Tilde (~) ersetzt werden.

### Beispiele

#### Bindestrich
Russisch
-, Literatur bis 1900
-, Literatur ab 1900
-, Grammatiken und Wörterbücher
-, Sprachwissenschaft

#### Geviertstrich (Buchdruck, Schriftsatz)
Russisch
—, Literatur bis 1900
—, Literatur ab 1900
—, Grammatiken und Wörterbücher
—, Sprachwissenschaft
Auch der Halbgeviertstrich kommt gelegentlich vor.

#### In einem Wörterbuch mit Tilde
Kern m – seed, kernel, core
~fach n – basic subject
~gehäuse n – core
In elektronischen Dokumenten ist nicht die in ihrer Vertikalposition unbestimmte ASCII-Tilde U+007E zu verwenden, sondern das Proportionalitätszeichen ~ U+223C wegen der garantierten Anordnung auf halber Schrifthöhe.[Quelle?]

### In Bibliografien
In Bibliografien und Literaturverzeichnissen wird der Name eines Autors, von dem mehrere Werke zitiert werden, häufig durch Bindestrich (-), Geviertstrich (—), überlangen Gedankenstrich (———) oder überlangen Unterstrich (____) eingespart:
Keipert, Helmut (2000). Herders „Slaven-Kapitel“ in der „Danica Horvatska, Slavonska i
Dalmatinska“ (1835). In: Slavische Literaturen im Dialog. Festschrift für R. Lauer
zum 65. Geburtstag. Wiesbaden. S. 131–140.
——— (2006). Das „Sprache“-Kapitel in August Ludwig Schlözers „Nestor“ und die Grundlegung
der historisch-vergleichenden Methode für die slavische Sprachwissenschaft. Göttingen.

## Unicode
Das Unicodezeichen für das im Deutschen verwendete führende doppelte Anführungszeichen („) ist U+201E. Das Zeichen U+3003 (〃 – DITTO MARK) ist für CJK-Texte vorgesehen.

## Sonstiges
In dem Film Der eiserne Gustav (1958, es gibt zwei Fassungen) trägt sich Gustav Hartmann, gespielt von Heinz Rühmann, in das Buch der Stadt Köln mit Unterführungszeichen ein: Statt seine Unterschrift wie üblich auf einer neuen Seite auszuschreiben, schreibt er unter den Namen des Herrn Außenministers Dr. Gustav Stresemann …
| Dr. | Gustav | Stresemann |                |
|     | "      | Hart "     | (alte Fassung) |
|     | "      | Hartmann   | (neue Fassung) |

… und lächelt zufrieden.